# Dalekowschodni Okręg Federalny
Dalekowschodni Okręg Federalny (ros. Дальневосточный федеральный округ) – jeden z ośmiu federalnych okręgów Rosji, najbardziej wysunięty na wschód państwa.

## Położenie
Dalekowschodni Okręg Federalny jest położony w północno-wschodniej Azji, obejmując wschodnią Syberię. Graniczy od północy z Oceanem Arktycznym, od wschodu z Oceanem Spokojnym, od zachodu z resztą Rosji oraz od południa z Mongolią, Chinami i Koreą Północną.

## Powierzchnia
Powierzchnia Dalekowschodniego Okręgu Federalnego wynosi 6 952 555 km², co stanowi około 40,6% terytorium Rosji, co czyni go największym okręgiem federalnym w kraju.

### Ukształtowanie powierzchni

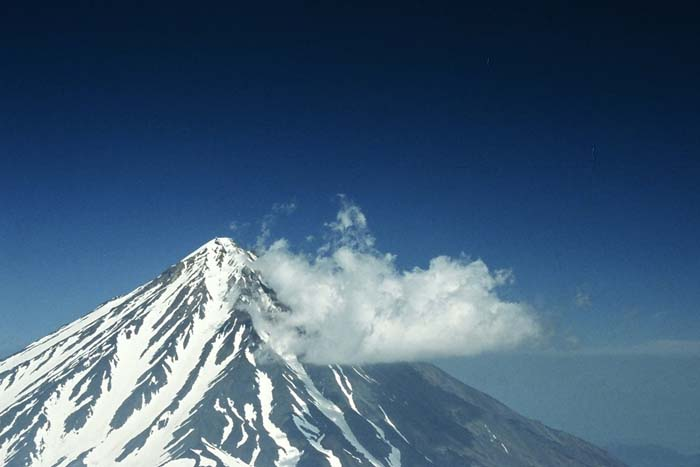
Wulkan na Kamczatce

Zachodnią część okręgu stanowi Wyżyna Środkowosyberyjska, zaś na północy ciągną się nadmorskie niziny - m.in. Indygirska, Kołymska i część Niziny Północnosyberyjskiej. W centralnej i wschodniej części dominują pasma górskie, w tym: Góry Wierchojańskie, Czerskiego, Koriackie, Anadyrskie, Ałdańskie, Sajan Wschodni, Sichote-Aliń, Góry Środkowe i Pasmo Stanowe. Na Kamczatce występują czynne i wygasłe wulkany, z Kluczewską Sopką jako najważniejszym aktywnym wulkanem.

### Roślinność

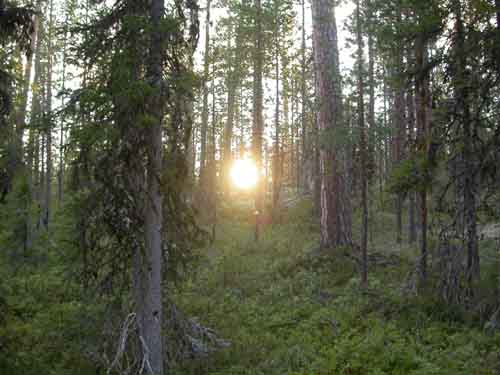
Syberyjska tajga

Większość obszaru pokrywają lasy tajgi, złożone przede wszystkim z drzew iglastych, głównie modrzewia.
Południowa część Kamczatki (z wyjątkiem górzystego wnętrza półwyspu) porośnięta jest lasami mieszanym, z przewagą gatunków iglastych; taki sam typ roślinności występuje też na południowych skrawkach Okręgu. Tundra, zajmuje północne tereny okręgu, gdzie dominują mchy, porosty, krzewinki, oraz karłowate formy drzew. Tundra ku południowi przechodzi w lasotundrę, gdzie do poprzednio wymienionych roślin dołączają początkowo pojedyncze i małe, a im dalej na południe – tym gęstsze i większe drzewa iglaste (głównie modrzewie), a także liściaste (najczęściej małe brzozy). Dalej na południe rozciąga się tajga.
Obszary górskie porasta typowa dla tego typu krajobrazu roślinność wysokogórska, przy czym z uwagi na chłodny klimat i wysokie szerokości geograficzne dolna granica tej formacji roślinnej przebiega nisko.
Na rozległych obszarach bagien znajduje się typowa dla tego typu terenu roślinność torfowiskowa.

### Stosunki wodne

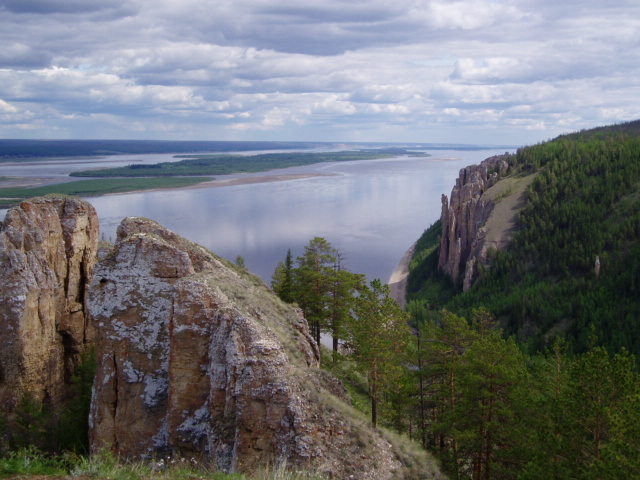
Lenskije stołby wzdłuż rzeki Leny (w pobliżu Jakucka)

Teren okręgu przecięty jest licznymi rzekami i strumieniami. Do największych z nich należą: Lena i Amur, a także Kołyma, Indygirka, Oleniok, Anadyr, Omołon, Ałdan, Wiluj, Ussuri i inne.
Na terytorium Buriacji znajduje się około 60% długości linii brzegowej jeziora Bajkał. Na terenie okręgu znajdują się również inne jeziora, nie osiągają one jednak znacznych rozmiarów. Największe z nich Chanka, na pograniczu Rosji i Chin, ma powierzchnię 4190 km².
Znaczna część okręgu leży na obszarze wiecznej zmarzliny, co powoduje, że w ciepłym okresie roku woda powstała ze stopionego śniegu oraz pochodząca z opadów nie mogąc wsiąkać w zamarzniętą na głębokości ok. 2 metrów ziemię tworzy ogromne bagna.

## Klimat
Znaczna większość obszaru okręgu leży w strefie klimatów umiarkowanych chłodnych, typu kontynentalnego, a także wybitnie i skrajnie kontynentalnego. Klimat ten w swej skrajnej postaci, występującej w głębi lądu, charakteryzuje się m.in. bardzo dużymi różnicami temperatur pomiędzy latem a zimą, dochodzącymi nawet do 100 °C. Zimą temperatury spadają do –50 °C, a latem osiągają +30 °C. Najniższą zanotowaną temperaturą jest –77,8 °C, zarejestrowaną w Ojmiakonie. Jest to najniższa potwierdzona temperatura na półkuli północnej. W tej samej miejscowości zanotowano także +31 °C.
Zima jest długa, bardzo zimna z niewielką ilością opadów śniegu, zaś lato – ciepłe i wilgotne, choć dość krótkie.
Na położonych bliżej morza terenach różnice temperatur są niższe, znacząco bowiem wzrasta średnia temperatura zimą, a zarazem nieznacznie spada temperatura w ciągu lata.
W północnej części okręgu klimat charakteryzuje się strefą klimatów polarnym i subpolarnym, natomiast na obszarach górskich dominuje klimat wysokogórski, z wyraźnie zaznaczonymi piętrami roślinnymi. Na południowo-wschodnich krańcach wpływają monsuny, powodując wyraźne nasilenie opadów w sezonie letnim.
Na większości terytorium okręgu okres bez przymrozków wynosi poniżej 60 dni, zaś na zachodzie rejonu, oraz na wybrzeżach (z wyjątkiem wybrzeży północnych) jest on dłuższy i sięga 3 miesięcy i jedynie na południowo-wschodnim skrawku obszaru przekracza on pół roku.
Opady
Północna część rejonu charakteryzuje się niskim poziomem opadów, zarówno latem, jak i zimą. Roczna suma opadów na niektórych z tych obszarów może nie przekraczać 200 mm. Na pozostałym obszarze opady w porze zimowej są także dość niskie, za to w porze letniej występują obficie.
W basenie jeziora Chanka średnia roczna suma opadów wynosi od 500 do 650 mm rocznie, z przewagą opadów w miesiącach letnich.

## Skład okręgu

Do 3 listopada 2018 roku w skład Dalekowschodniego Okręgu Federalnego wchodziło 9 podmiotów Federacji Rosyjskiej. Dekretem prezydenta Federacji Rosyjskiej z 3 listopada 2018 roku dołączono do niego dwa podmioty wchodzące do tej pory w skład Syberyjskiego Okręgu Federalnego – Republikę Buriacji i Kraj Zabajkalski. Obecnie w skład Dalekowschodniego Okręgu Federalnego wchodzi 11 podmiotów Federacji Rosyjskiej. Są to:
- obwody:
  - obwód amurski (1)
  - obwód magadański (6)
  - obwód sachaliński (9)
- obwody autonomiczne:
  - Żydowski Obwód Autonomiczny (3)
- okręgi autonomiczne:
  - Czukocki Okręg Autonomiczny (11)
- kraje:
  - Kraj Chabarowski (10)
  - Kraj Kamczacki (5)
  - Kraj Nadmorski (7)
  - Kraj Zabajkalski (4)
- republiki:
  - Jakucja (Sacha) (8)
  - Buriacja (2)

W nawiasach podano numer danej jednostki polityczno-administracyjnej, którym została ona oznaczona na mapie

## Ludność
Według danych z 2021 roku populacja wyniosła 8 124 053 mieszkańców, co stanowi około 5,6% całkowitej liczby ludności Rosji.
Gęstość zaludnienia wyniosła około 1,17 osoby/km2.
Mieszkańcy trudnią się myślistwem, rybołówstwem oraz chowem reniferów i zwierząt futerkowych. Zajęcia te są typowe dla ludności tubylczej, zwłaszcza w rejonach chłodniejszych.

## Miasta

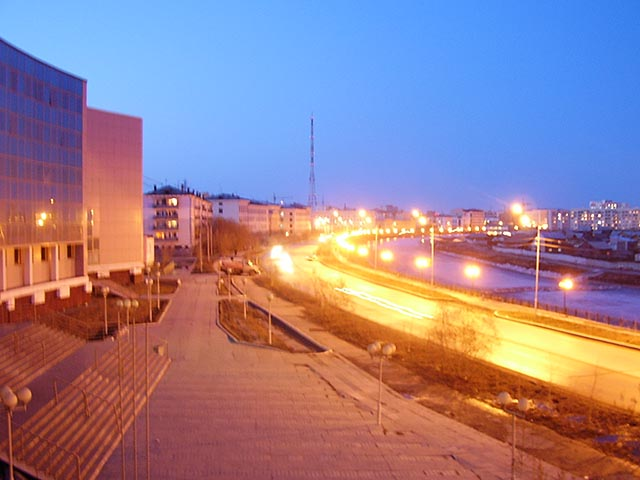
Jakuck

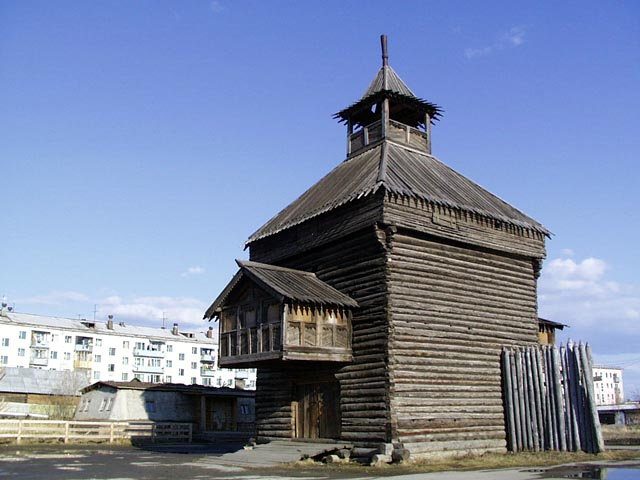
Jakuck

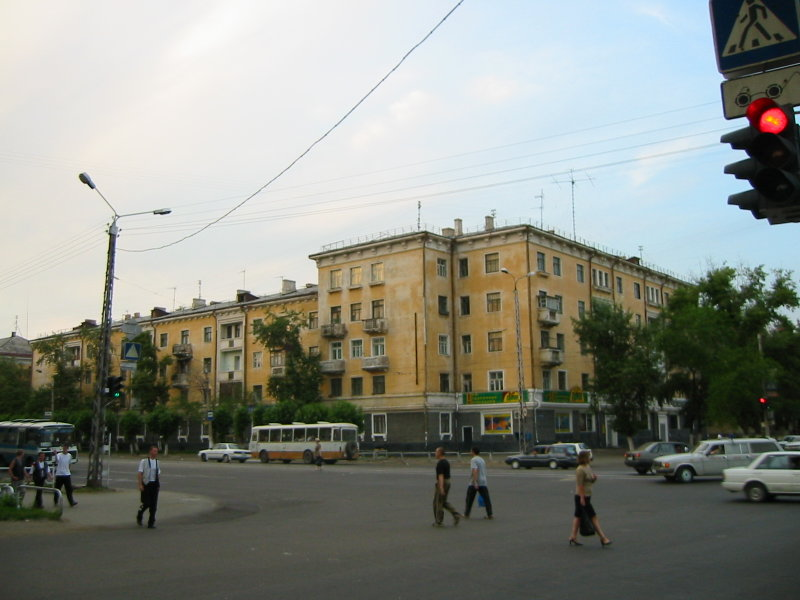
Komsomolsk nad Amurem

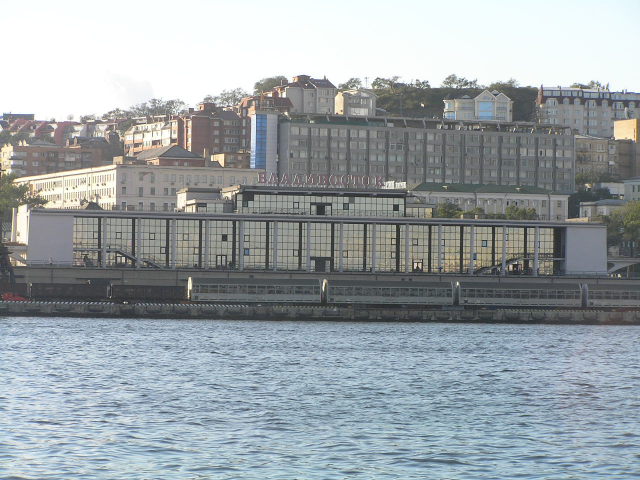
Port we Władywostoku

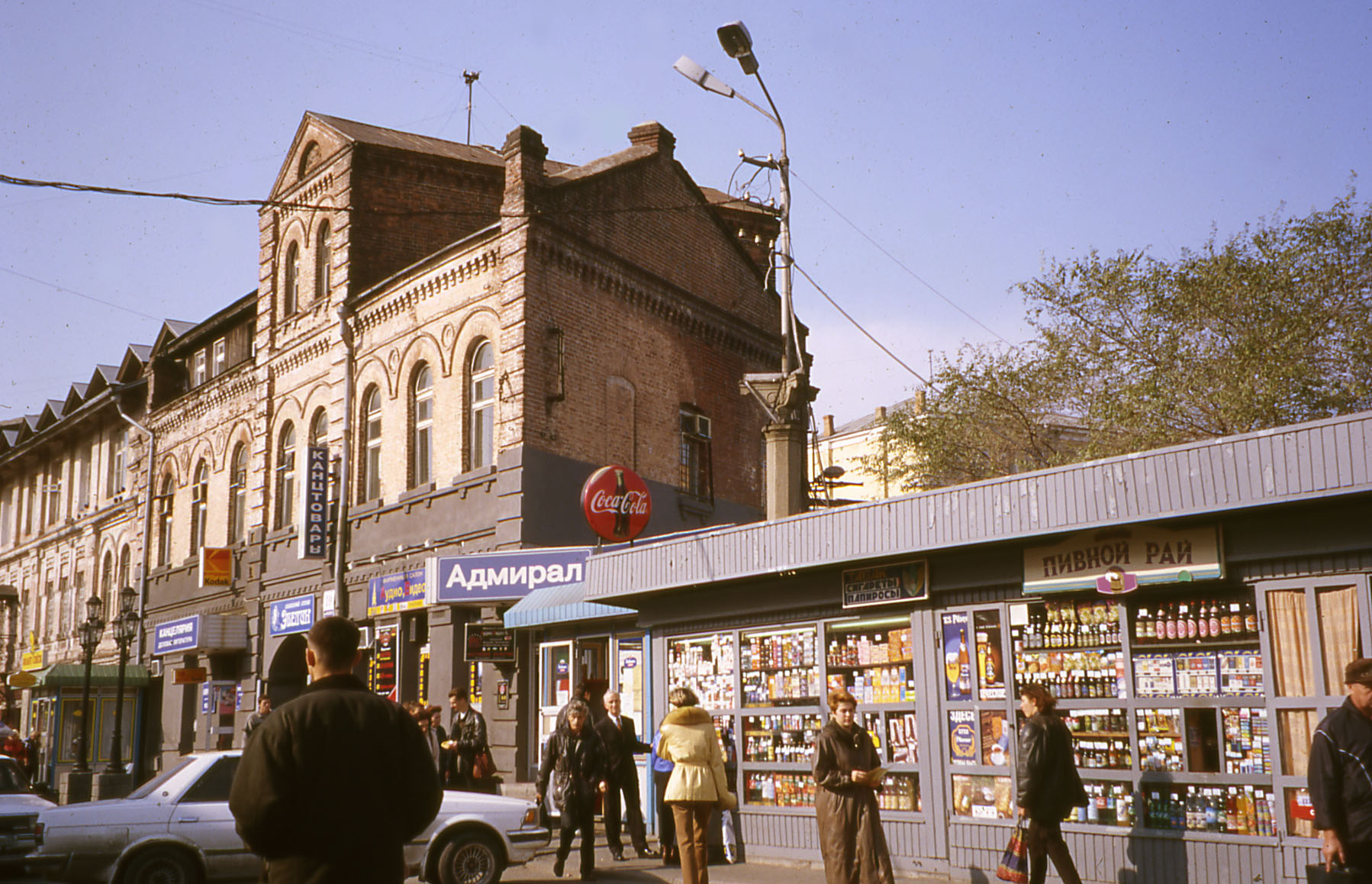
Władywostok

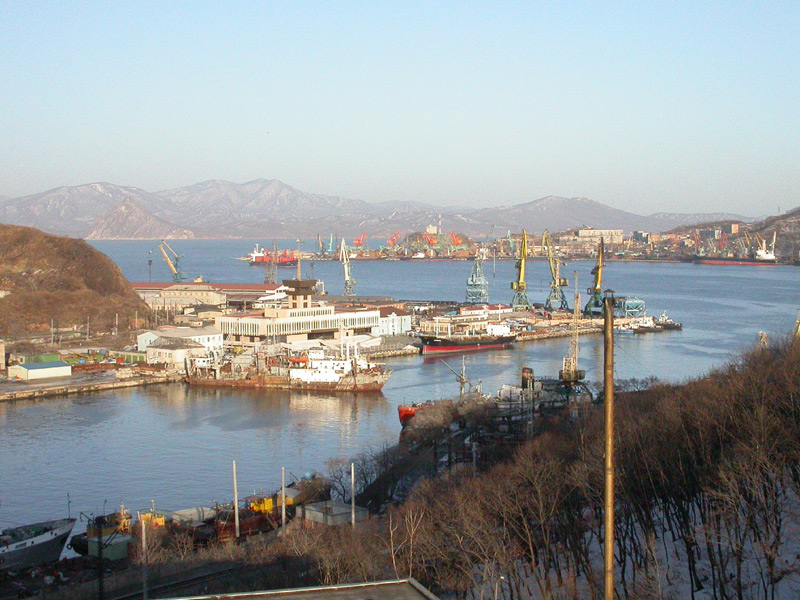
Nachodka

Największe miasta i osiedla typu miejskiego
stan na 1 stycznia 2005 r. (wymieniono tylko miasta liczące powyżej 20 tys. mieszkańców)
| Nazwa                    | Nazwa rosyjska           | Liczba mieszkańców |
| ------------------------ | ------------------------ | ------------------ |
| Ałdan                    | Алдан                    | 24 266             |
| Amursk                   | Амуск                    | 46 993             |
| Arsieniew                | Арсеньев                 | 60 613             |
| Artiom                   | Артём                    | 102 225            |
| Biełogorsk               | Белогорск                | 67 433             |
| Birobidżan               | Биробиджан               | 76 621             |
| Błagowieszczeńsk         | Благовещенск             | 217 716            |
| Bolszoj Kamień           | Большой Камень           | 38 295             |
| Chabarowsk               | Хабаровск                | 579 047            |
| Chołmsk                  | Холмск                   | 33 468             |
| Dalniegorsk              | Дальнегорск              | 39 630             |
| Dalnierieczensk          | Дальнереченск            | 29 381             |
| Fokino                   | Фокино                   | 26 007             |
| Jakuck                   | Якутск                   | 235 560            |
| Jelizowo                 | Елизово                  | 40 547             |
| Jużnosachalińsk          | Южно-Сахалинск           | 173 618            |
| Komsomolsk nad Amurem    | Комсомольск-на-Амуре     | 275 908            |
| Korsakow                 | Корсаков                 | 35 944             |
| Leńsk                    | Ленск                    | 24 581             |
| Lesozawodsk              | Лесозаводск              | 42 199             |
| Łuczegorsk               | Лучегорск                | 22 347             |
| Magadan                  | Магадан                  | 99 836             |
| Mirny                    | Мирный                   | 39 359             |
| Nachodka                 | Находка                  | 173 522            |
| Neriungri                | Нерюнгри                 | 65 750             |
| Nikołajewsk nad Amurem   | Николаевск-на-Амуре      | 27 202             |
| Ocha                     | Оха                      | 27 212             |
| Partizansk               | Партизанск               | 42 237             |
| Pietropawłowsk-Kamczacki | Петропавловск-Камчатский | 195 982            |
| Rajczychinsk             | Райчихинск               | 23 692             |
| Sowieckaja Gawań         | Советская Гавань         | 29 819             |
| Spassk-Dalnij            | Спасск-Дальний           | 47 827             |
| Swobodny                 | Свободный                | 62 424             |
| Szymanowsk               | Шимановск                | 22 135             |
| Tynda                    | Тында                    | 39 352             |
| Ussuryjsk                | Уссурийск                | 156 029            |
| Wiliuczynsk              | Вилючинск                | 24 605             |
| Władywostok              | Владивосток              | 586 829            |
| Zieja                    | Зея                      | 27 397             |

## Historia

### Pradzieje i wczesne osadnictwo
Na obszarze dzisiejszego Dalekowschodniego Okręgu Federalnego osadnictwo sięga I-II wieku p.n.e., co potwierdzają wykopaliska Oroczów, Nanajów, Ulczów oraz Ainów.

### Imperium rosyjskie
W 1858 roku, na mocy traktatu w Aigunie, Rosja uzyskała kontrolę nad terytorium obszaru, gdzie powstał dziś Zabajkalski Kraj i rejon Władywostoku. W 1858 roku założono garnizonową osadę Khabarovka - przyszły Chabarowsk, który w 1880 roku uzyskał prawa miejskie, a w 1897 roku połączono go koleją z Władywostokiem.

### Okres radziecki
Po rewolucji z 1917 roku na Dalekim Wschodzie utworzono Demokratyczną Republikę Dalekowschodnią (DVR). Następnie, w 1926 roku, region wszedł w skład RFSRR jako Dalekowschodni Kraj. W latach 30. i 40. XX wieku rozwinięto sieć obrony granic za pomocą NKWD.

### Okres ZSRR
W 1938 roku utworzono Dalekowschodni Okręg Wojskowy, z siedzibą w Chabarowsku, reorganizowany i aktywny do 2010, kiedy przekształcony został we Wschodni Okręg Wojskowy. W tym czasie teren objęty był przez struktury wojskowe i graniczne, odpowiadające za ochronę granicy z Chinami i Japonią.

### Lata 1990-2000
Po rozpadzie ZSRR region pozostawał pod silnym wpływem wojskowym. W 1998 roku przyłączono Republikę Sacha (Jakucja) do okręgu wojskowego. W 2000 roku administracyjnie ustanowiono Dalekowschodni Okrąg Federalny jako część Federacji Rosyjskiej, na mocy prezydenckiego dekretu z 13 maja 2000 roku.

### XXI wiek
W 2015 roku w skład Dalekowschodniego Okręgu Federalnego dołączono Republikę Buriacji i Zabajkalski Kraj. W 2018 roku przeniesiono centrum okręgu z Chabarowska do Władywostoku.
15 lipca 2022 roku w Dalekowschodnim Okręgu Federalnym otwarto pierwszą autostradę dużych prędkości. Łączyła trzy autostrady federalne - „Ussuri” (Chabarowsk - Władywostok), „Amur” (City - Chabarowsk) i „Wostok” (Chabarowsk - Nachodka), drogę łączącą stolicę regionu z Komsomolskiem nad Amurem, a także miejsca terytorium postępującego rozwoju społeczno-gospodarczego (SAD).